# Honduras aux Jeux olympiques d'hiver de 1992
Le Honduras participe aux Jeux olympiques d'hiver de 1992 à Albertville. Il s'agit de la seule participation de ce pays à des Jeux d'hiver.

## Athlètes engagés
La fondeuse Jenny Palacios-Stillo est la seule représentante du Honduras lors de ces Jeux.
Elle participe à trois épreuves.
Ses résultats la placent dernière dans les trois épreuves, parmi les athlètes qui ont terminé leur course. Elle déclare à l'issue d'une de ses courses : "C'est la première fois qu'une skieuse du Honduras participe aux Jeux. Moi, j'ai terminé la course alors qu'il y a des filles qui ont plus d'expérience que moi qui n'ont pas passé la ligne d'arrivée."
Le magazine Skiing compare la participation du Honduras à la célèbre équipe de bobsleigh de Jamaïque aux Jeux olympiques de 1988. Jenny Palacios est en outre, comme l'indique le magazine, une des rares femmes athlètes du Honduras, toutes éditions des Jeux confondues. "L'ego de l'homme latin est sensible. Il n'y a pas de femmes athlètes au Honduras ; Le sport est une chose masculine", déclare-t-elle au magazine.
| Date            | Lieu        | Épreuve                   | Classique        | Classique | Libre         | Libre | Total         | Total |
| Date            | Lieu        | Épreuve                   | Temps            | Rang      | Temps         | Rang  | Écart         | Rang  |
| --------------- | ----------- | ------------------------- | ---------------- | --------- | ------------- | ----- | ------------- | ----- |
| 9 février 1992  | Les Saisies | 15 km classique           | 1 h 10 min 9 s 2 | 50e       |               |       |               |       |
| 13 février 1992 | Les Saisies | 5 km classique, poursuite | 23 min 21 s 5    | 62e       |               |       |               |       |
| 15 février 1992 | Les Saisies | 10 km libre, poursuite    |                  |           | 39 min 42 s 6 | 58e   | 22 min 56 s 4 |       |